# Chi Bồ nam
Chi Bồ nam (danh pháp khoa học: Bonamia) là một chi thực vật có hoa thuộc họ Bìm bìm.

## Các loài tiêu biểu
- Bonamia agrostopolis
- Bonamia alternifolia
- Bonamia apurensis
- Bonamia balansae
- Bonamia cymosa
- Bonamia elliptica
- Bonamia grandiflora
- Bonamia holtii
- Bonamia maripoides
- Bonamia menziesii A.Gray - Hawaiʻi Lady's Nightcap (Hawaii)
- Bonamia mexicana
- Bonamia michauxii
- Bonamia mossambicensis
- Bonamia multicaulis
- Bonamia ovalifolia
- Bonamia peruviana
- Bonamia repens
- Bonamia schizantha
- Bonamia semidigyna
- Bonamia sericea
- Bonamia spectabilis
- Bonamia sphaerocephala
- Bonamia subsessilis
- Bonamia sulphurea
- Bonamia thunbergiana
- Bonamia tomentosa
- Bonamia trichantha
- Bonamia villosa

## Hình ảnh

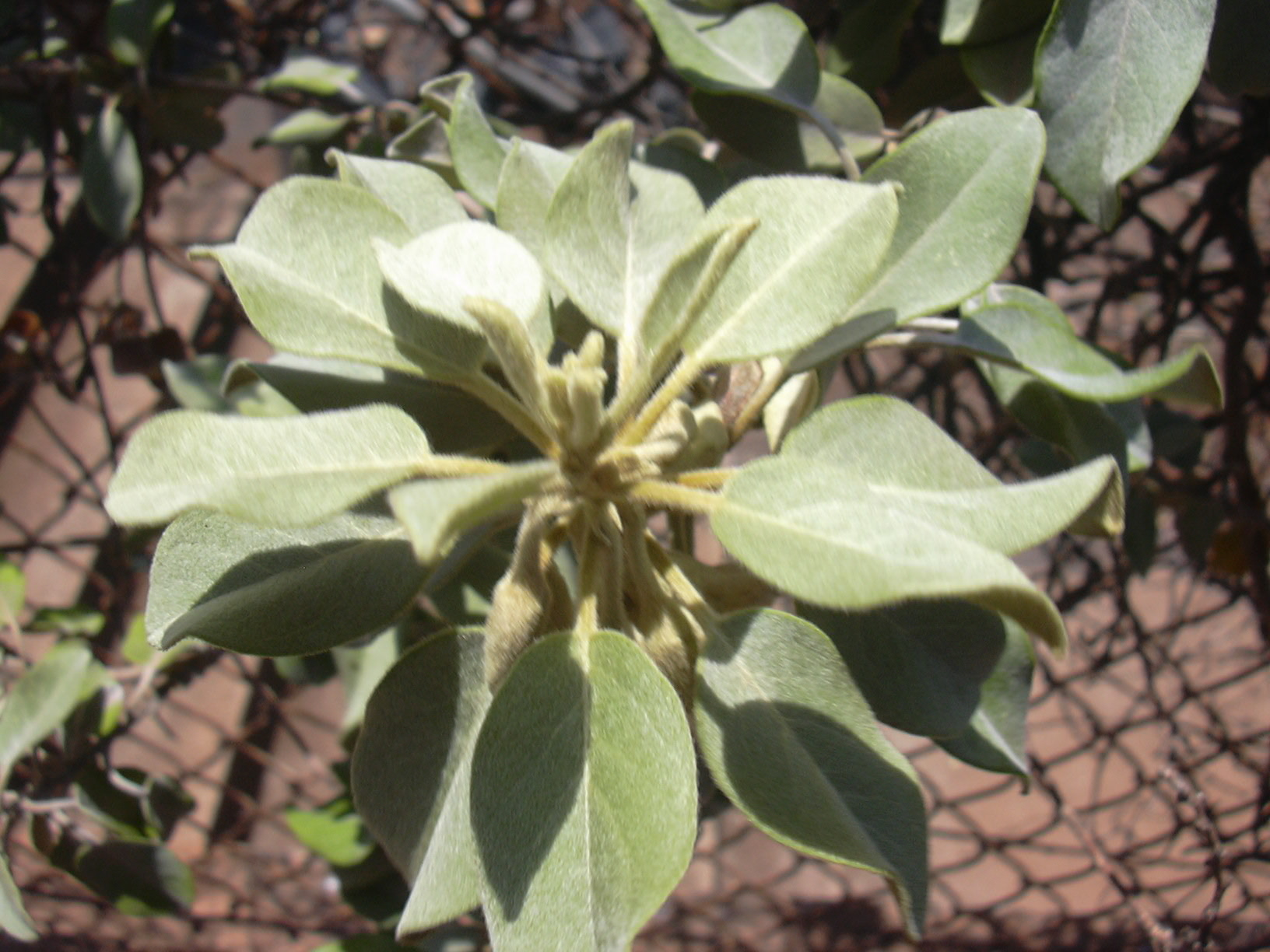
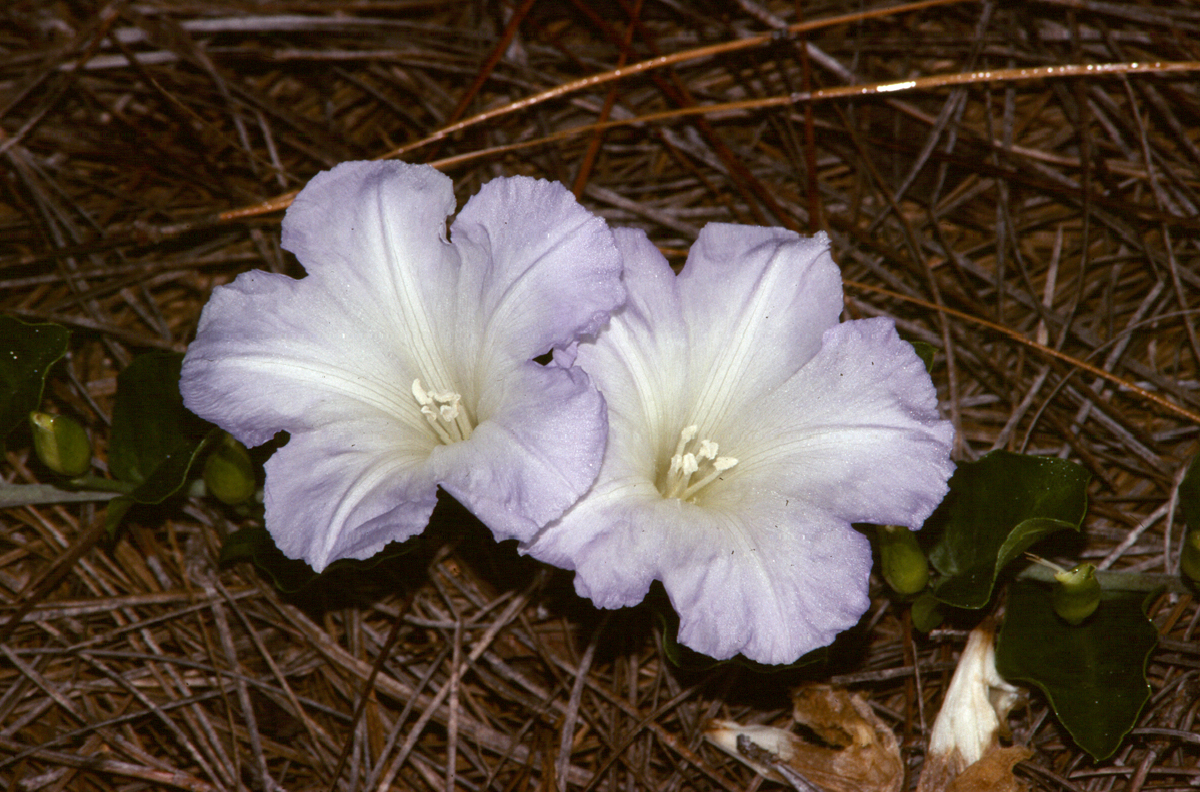